# 卷尾斑袋貂
卷尾斑袋貂（學名：Spilocuscus rufoniger），又稱「黑斑袋貂」，是一種有袋類動物，屬於袋貂科。該物種顏色鮮艷，是除袋貓外體型最大的袋貂科動物，於新幾內亞北部森林中發現。由於濫捕與棲息地破壞，捲尾斑袋貂的數量已急遽減少，被國際自然保護聯盟列為極危物種。

## 特徵
卷尾斑袋貂是袋貂科中體型最大的物種。成年的卷尾斑袋貂的平均重量可達6至7公斤（13至15磅），身長約120釐米，雌性體型較雄性大。皮毛濃密，呈紅、黑色相間，並會隨年齡增長而改變顏色。雌性毛色為塊狀分布，雄性則為點狀分布。雌性育兒袋前開，並有四個乳房。
頭部呈圓形，鼻子短而尖，額顱骨凸出，眼睛大且分離，內耳有稀疏短毛。
前爪彎曲，尖端銳利便於攀爬。前爪的前兩指與後三指相對。後腳的腳趾用於抓取物體和樹枝，沒有爪子，第二和第三趾融合在一起。尾巴的尖端裸露，下方有繭紋，便於拾取食物。

## 習性
卷尾斑袋貂是夜行性樹棲型動物，只有少數時間會在地面活動。它們行動緩慢，喜歡獨居，並有強烈的地盤意識與攻擊性。

## 棲息地
卷尾斑袋貂是新幾內亞島的原生種，棲息於海拔1200米以下的未開發山地，熱帶森林、次生林和叢林地區。

## 保育
根據世界自然保護聯盟的報告，自2010年以來，卷尾斑袋貂被列為極度瀕危物種。由於棲息地遭到人為破壞，該物種的數量急劇下降。此外，卷尾斑袋貂也因肉與毛皮而遭到濫捕。